# Peterborough-waar

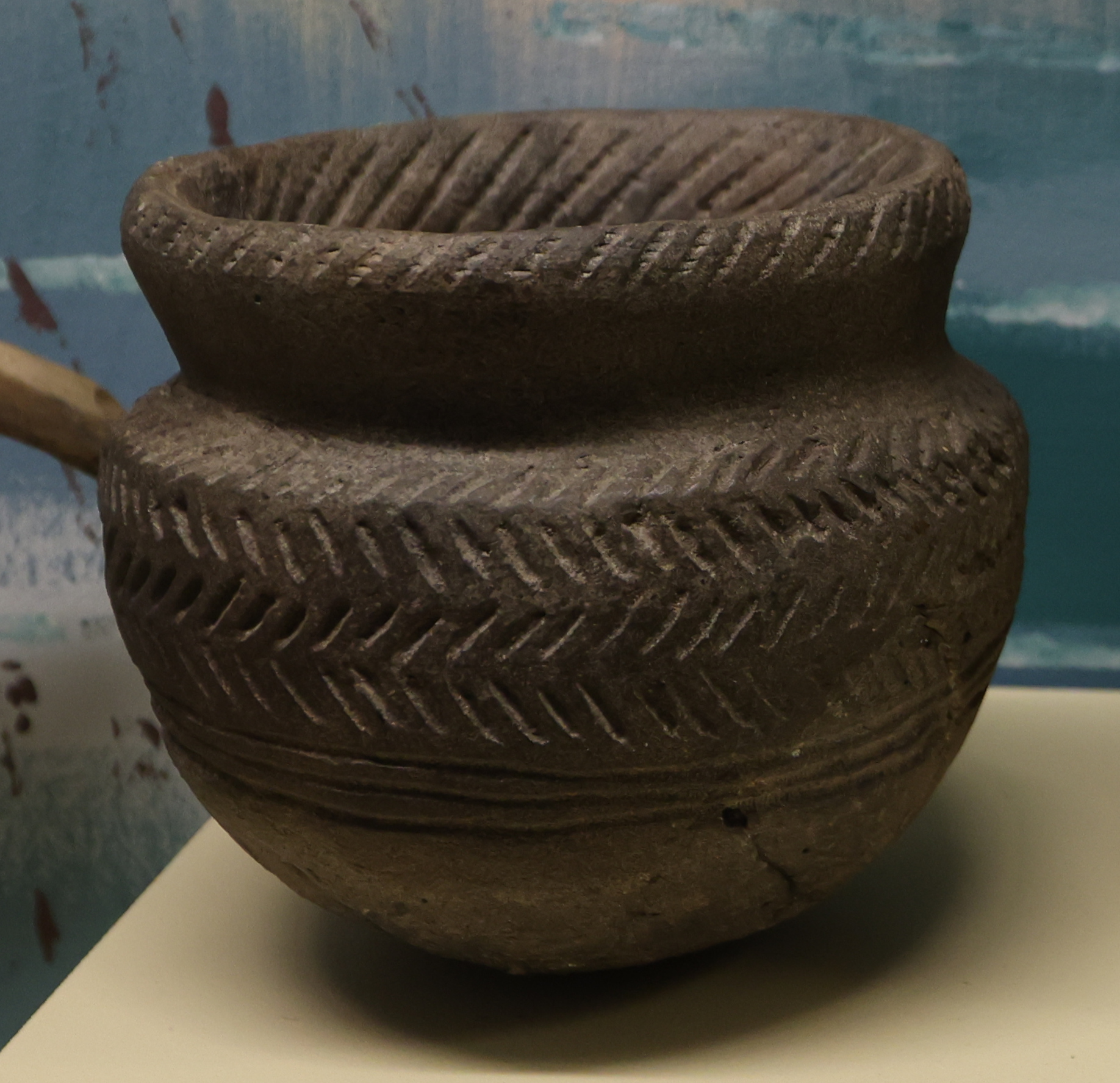
kom van Peterborough-waar, mortlake-stijl, in de Peterborough Museum and Art Gallery

Peterborough-waar (Engels: Peterborough ware) is een versierde aardewerkstijl uit het vroege tot midden-neolithicum (3400 tot 2500 v. Chr.) vernoemd naar de regio Middlesex en East Anglia, Engeland, waar de stijl voor het eerst werd ontdekt. Het staat bekend om de ingedrukte putjes in de zijkanten, gemaakt door benen of houten werktuigen. Ook werd touw gebruikt om cirkelvormige "maden"-patronen te maken. Ebbsfleet-waar, Fengate-waar en Mortlake-waar zijn geïdentificeerd als onderverdelingen van Peterborough-waar. 
De term werd geïntroduceerd door R.A. Smith op basis van voorbeelden gevonden in Fengate, nabij Peterborough. Het verwees oorspronkelijk naar alle neolithische indrukwaar, zonder beperking op locatie, maar verwijst nu vooral naar vondsten van dit type in Zuid- en Oost-Engeland. 
De vroegste vorm van Peterborough-waar staat bekend als de Ebbsfleet-stijl en had een minimale decoratie, hoewel deze later complexer werd. Peterborough-waren zijn mogelijk voortgekomen uit de eerdere Grimston-Lyles Hill-waren, rond 3500 v.Chr. Latere varianten staan bekend als de substijlen Mortlake en Fengate hoewel het chronologische evolutieschema van Ebbsfleet via Mortlake naar Fengate, opgesteld door Smith (1956), in twijfel is getrokken door radiokoolstofdateringen. Hoewel deze suggereren dat alle drie de subgroepen min of meer gelijktijdig waren, stelde later onderzoek aan de Universiteit van Sheffield dat dit nog steeds een omstreden kwestie is.
Archeologen hebben de makers van Peterborough-waren beschreven als de Peterboroughcultuur, maar de term is uit de gratie geraakt omdat verdere vondsten twijfel deden rijzen over het idee dat één enkele verenigde samenleving deze artefacten produceerde.